# Kanczendzonga
Kanczendzonga (właśc. K'angcz'endzönga, Kanczendzanga, Kangczendzonga, Kangchendzönga, nep. कञ्चनजङ्घा) – ośmiotysięcznik, najwyższy punkt Indii, drugi co do wysokości szczyt w Himalajach, trzeci co do wysokości szczyt Ziemi, o wysokości 8586 m n.p.m. (według innych źródeł główny wierzchołek liczy 8598 m n.p.m.).

## Topografia
Położony jest we wschodniej części Himalajów, na granicy Indii (Sikkimu) i Nepalu. Szczyt IX na mapach Indyjskiej Służby Topograficznej. Zbudowany ze skał metamorficznych i magmowych. Tworzy kilkuwierzchołkowy masyw, rozczłonkowany dolinami, którymi w różne strony spływają lodowce. Najbardziej znaną ścianą góry jest jej południowo-zachodnia flanka Yalung, o wysokości 3000-3500 metrów.
Od masywu leżących na zachód ośmiotysięczników z Mount Everestem oddzielony jest przełomem rzeki Arun
Masyw Kanczendzongi jest bardzo rozbudowany, a w bliskim jego sąsiedztwie (i niejako z tej samej "podstawy") wznoszą się dwa słynne z piękna szczyty – Jannu (7710 m) i Siniolchu (6887 m). W kopule szczytowej Kanczendzongi wyodrębnić można poza głównym szczytem jeszcze cztery wzniesienia:
| Nazwa                                 | Wysokość (m n.p.m.) |
| ------------------------------------- | ------------------- |
| Kanczendzonga                         | 8586                |
| Kanczendzonga Zachodnia (Yalung Kang) | 8505                |
| Kanczendzonga Środkowa                | 8482                |
| Kanczendzonga Południowa              | 8494                |
| Kangbachen                            | 7903                |

## Nazwa szczytu

Kanczendzonga 3D

Nazwa szczytu jest bardzo skomplikowana i Anglicy wprowadzili do swojej literatury alpinistycznej transliterację Kangchenjunga. Stosowana jest ona w krajach, w których angielski jest językiem urzędowym, została też przyjęta przez Francuzów. Nazwa składa się z czterech słów tybetańskich: kang – śnieg, chien – wielki, dzod – skarbnica, nga – pięć. Stosownie do właściwości składni tybetańskiej znaczy to: Pięć Skarbów pod Wielkim Śniegiem. Brzmi to po polsku niezbyt zręcznie, więc lepszym tłumaczeniem zdaje się być Pięć Skarbnic Wielkiego Śniegu. Nie jest pewne, czym owe skarbnice mogą być – ludność lokalna mówi o pięciu wierzchołkach masywu, pięciu lodowcach, lecz także o tradycyjnych pięciu skarbach regionu – soli (tsa), złocie i turkusach (ser dhang ji), świętych księgach i bogactwach (dham-czo, dhang nor), orężu (mtson) oraz zbożu i lekach (lo-thog, dhang men). Wierzchołek góry jest uważany za święty. Pierwsi zdobywcy uszanowali wolę tutejszych mieszkańców i zatrzymali się kilka metrów przed szczytem.
W języku polskim stosowane są różne pisownie nazwy szczytu. Komisja Standaryzacji Nazw Geograficznych poza Granicami Rzeczypospolitej Polskiej uznaje za prawidłowe nazwy Kanczendzanga i Kanczendzonga. Polski Klub Górski proponował spolszczenie Kangczendzonga, w wielu publikacjach używa się angielskiej nazwy  Kangchenjunga. W polskiej literaturze himalaistycznej często używana jest forma Kangczendżanga lub Kangchendzönga z diakrytycznym znakiem ö (wymawianym jak w języku niemieckim) - jako wersja najbardziej zbliżona do oryginalnej wymowy. Tę drugą wersję wprowadził znawca himalaizmu, Günter Oskar Dyhrenfurth.

## Historia podboju
- W 1848 rekonesans przeprowadził brytyjski botanik Joseph D. Hooker. Hooker stworzył pierwsze szkice szczytu i wszedł na wysokość około 5800 m n.p.m. W 1852 Great British Trigonometric Survey ogłosiło, że Kanczendzonga nie jest, jak dotąd uważano, najwyższym, lecz trzecim pod względem wysokości szczytem na Ziemi. W latach 1883–1884 Rinsing Namgyal obszedł wokół masyw Kanczendzongi, osiągnął przy tym wysokość 5800 m.
- W 1899 r. Douglas William Freshfield, któremu towarzyszyli  E. Garwood, Ange Maquignaz      oraz słynny później fotografik Vittorio Sella, okrążył masyw dookoła, opracowując pierwszy jego opis i pierwszą mapę regionu.
- W 1905 grupa wspinaczy – Aleister E. Crowley, Alexis A. Pache, Charles A. Reymond, R. de Roghi oraz dr Jacot-Guillarmod wraz z tragarzami – osiągnęła wysokość około 6500 m n.p.m. Podczas zejścia zginęło trzech tragarzy i A. Pache.
- 1929 – podczas próby wejścia na szczyt zaginął Amerykanin Edgar. F. Farmer.
- 1929 – wyprawa niemiecka – szef: Paul Bauer, osiągnięto 7400 m n.p.m.
- 1930 – wyprawa międzynarodowa – szef: Günter O. Dyhrenfurth (Szwajcaria), zdobyto pobliski Jongsang Peak – 7483 m n.p.m., zrezygnowano z prób wyjścia na Kanczendzongę.
- 1931 – wyprawa niemiecka – szef: Paul Bauer, osiągnięto 7700 m n.p.m.
- 1955 – wyprawa brytyjska, szef: Charles Evans, uczestnicy – George Band, Joe Brown, Norman Hardie, John Jackson, Tom McKinnon, Neil Mather, Tony Streather, John Clegg (lekarz), Dawa Tenzing i Szerpowie. Szczyt został zdobyty 25 maja przez George’a Banda i Joe Browna, a dzień później przez Normana Hardie'go i Tony’ego Streathera.
- 1973 – wyprawa japońska, szef: Eizaburo Nishibori, pierwsze wejście na Yalung Kang: Yutaka Ageta, Takao Matsuda (zginął w czasie zejścia).
- 1974 – polska wyprawa na Kangbachen kierowana przez Piotra Młoteckiego: Wojciech Brański, Zbigniew Rubinowski, Wiesław Kłaput, Marek Malatyński, Kazimierz Olech – pierwsze wejście na Kangbachen (26 maja).
- 1975 – wyprawa niemiecko-austriacka kierowana przez Sigi Aeberliego, dziewięciu spośród jedenastu członków ekspedycji weszło na szczyt Yalung Kang.
- 1977 – wyprawa hinduska kierowana przez pułkownika Narindera Kumara, Prem Chand i Nima Dorje – drugie wejście na Kanczendzongę (31 maja).
- 1978 – polska wyprawa kierowana przez Piotra Młoteckiego: Eugeniusz Chrobak, Wojciech Wróż – pierwsze wejście na Kanczendzongę Południową (19 maja); Wojciech Brański, Zygmunt Andrzej Heinrich, Kazimierz Olech – pierwsze wejście na Kanczendzongę Środkową (22 maja)[3].
- 1981 - pierwsze wejście czechosłowackie: 20 maja na szczyt weszli Jožo Psotka i Ľudo Zahoranský z wyprawy, którą kierował Ivan Gálfy[6].
- 1983 – Pierre Beghin – pierwsze wejście solowe.
- Styczeń 1986 – wyprawa polska – kierownik wyprawy Andrzej Machnik, uczestnicy: Piotr Bednarczyk, Andrzej Czok, Grzegorz Figiel, Artur Hajzer, Robert Janik (lekarz), Zdzisław Kiszela, Julian Kubowicz, Jerzy Kukuczka, Alexandra i Casimir Lorentz (USA), Marc Palten (RFN), Krzysztof Pankiewicz, Jose Luiz Pauletto (Brazylia), Przemysław Piasecki, Bogusław Probulski, Michael Skorupski (Wielka Brytania), Zbigniew Terlikowski, Krzysztof Wielicki, Ludwik Wilczyński. Pierwsze wejście zimowe – Jerzy Kukuczka i Krzysztof Wielicki (11 stycznia). Podczas wyprawy zmarł wskutek obrzęku płuc Andrzej Czok (11 stycznia).
- 1992 – na wysokości 8250 m n.p.m. zaginęła Wanda Rutkiewicz – jedna z najwybitniejszych himalaistek świata.
- 2001 – na szczycie stanął Piotr Pustelnik[7]
- 2009 – 18 maja około godz. 17.00 na szczycie stanęła Kinga Baranowska (pierwsze polskie wejście kobiece)[8][9].
- 2022 - 12 maja około 7.00 rano na wierzchołku stanęła Dorota Rasińska-Samoćko (jako druga Polka w historii)[10].

Kanczendzonga jest górą trudną, po Annapurnie i Lhotse zanotowano tu najmniej wejść spośród ośmiotysięczników – do końca 2000 udokumentowano 162 wejścia, śmierć poniosło 39 wspinaczy.
Fikcyjny opis ataku dwu wspinaczy na Kanczendzongę napisał w 1951 r. Stanisław Lem w powieści Astronauci. Michelle Paver w powieści Przepaść również opisuje próbę zdobycia tej góry.